# سورن آوتیسیان (اقتصاددان)
سورن هامبارتسومی آوتیسیان (ارمنی: Սուրեն Համբարձումի Ավետիսյան؛ زادهٔ ۱۵ ژوئیهٔ ۱۹۶۳ - درگذشته ۲۶ اکتبر ۱۹۹۹) یک اقتصاددان، سیاستمدار اهل ارمنستان است که از تاریخ مه ۱۹۹۹ تا تاریخ اکتبر ۱۹۹۹ سمت نمایندگی دوره دوم مجلس ملی جمهوری ارمنستان را برعهده داشت.

## زندگی‌نامه
در ۱۵ ژوئیهٔ ۱۹۶۳ در اسپیتاک به دنیا آمد و از دانشگاه دولتی اقتصاد ارمنستان (۱۹۸۴) فارغ‌التحصیل شد.   وی در ۲۶ اکتبر ۱۹۹۹ در سن ۳۶ سالگی در یک سانحه رانندگی جان باخت.

## نگارخانه

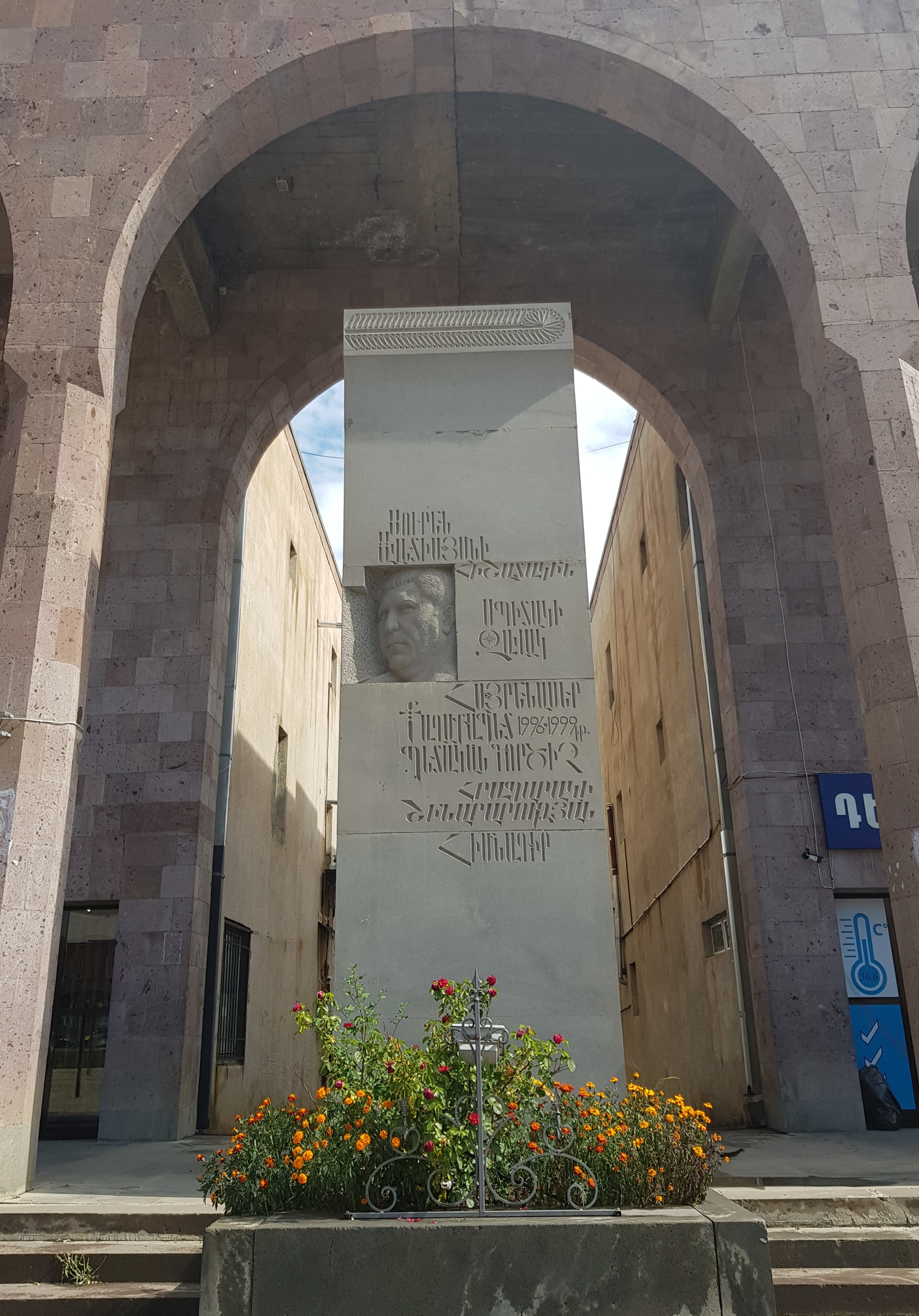